# هيروشي شيمومورا
هيروشي شيمومورا (باليابانية: 下村宏؛ بالكانا: しもむら ひろし) هو شاعر تانكا ‏ ياباني، ولد في 11 مايو 1875 في واكاياما في اليابان، وتوفي في 9 ديسمبر 1957.

## وصلات خارجية
- هيروشي شيمومورا على موقع أوليمبيديا (الإنجليزية)